# Euthyneura myricae
Euthyneura myricae är en tvåvingeart som beskrevs av Alexander Henry Haliday 1851. Euthyneura myricae ingår i släktet Euthyneura och familjen puckeldansflugor. Inga underarter finns listade i Catalogue of Life.